# La Femme qui habitait en face de la fille à la fenêtre
La Femme qui habitait en face de la fille à la fenêtre (The Woman in the House Across the Street from the Girl in the Window) est une mini-série américaine créée par Rachel Ramras, Hugh Davidson et Larry Dorf et diffusée depuis le 28 janvier 2022 sur Netflix.
La mini-série est une parodie des genres du thriller psychologique et du polar. Le titre, comme le sujet, rappelle le film La Femme à la fenêtre (The Woman in the Window), sorti un an plus tôt.

## Synopsis
Anna (Kristen Bell) une artiste peintre vit seule depuis que sa vie familiale a été détruite par un drame trois ans plus tôt. Elle passe ses journées à boire du vin et à prendre des médicaments, assise devant sa fenêtre à espionner les autres. Et notamment Neil, un séduisant veuf qui vient d’emménager en face de chez elle avec sa petite fille.
Jusqu’au jour où elle assiste à un meurtre depuis sa fenêtre. Enfin c’est ce qu’elle pense avoir vu.

## Distribution

### Distribution principale
- Kristen Bell (VF : Laura Préjean) : Anna Whitaker
- Tom Riley (VF : Thomas Roditi) : Neil Coleman
- Mary Holland (VF : Marie Chevalot) : Sloane
- Cameron Britton (VF : Franck Sportis) : Buell
- Shelley Hennig (VF : Céline Melloul) : Lisa/Chasteté
- Samsara Yett (VF : Clara Quilichini) : Emma
- Michael Ealy (VF : Eilias Changuel) : Douglas Whitaker

### Acteurs récurrents
- Christina Anthony (VF : Annie Millon) : l'inspectrice Becky Lane
- Brenda Koo (VF : Julie Turin) : Carol
- Benjamin Levy Aguilar (VF : Martin Faliu) : Rex

### Distribution additionnelle
- Glenn Close (VF : Frédérique Tirmont) : la femme du siège 2A
- Janina Gavankar : Meredith Coleman
- Appy Pratt : Elizabeth
- Brendan Jennings : Massacre Mike
- Nitya Vidyasagar : Hillary
- Nicole Pulliam : Claire
- Lyndon Smith : Ms. Patrick
- Jim Rash : le steward

## Production

### Développement
En octobre 2020, Netflix annonce la production d'une mini-série de 8 épisodes intitulée The Woman in the House, créée par Rachel Ramras, Hugh Davidson et Larry Dorf, produite par Kristen Bell — qui tient également le rôle principal, Will Ferrell, Jessica Elbaum et Brittney Segal,.
En décembre 2021, il est annoncé que la mini-série sera disponible sur Netflix à partir du 28 janvier 2022 sous le titre The Woman in the House Across the Street from the Girl in the Window.
L'intrigue de la série s'inspire de La Femme à la fenêtre d'A. J. Finn, La Fille du train de Paula Hawkins, Rebecca de Daphné du Maurier, Fenêtre sur cour d'Alfred Hitchcock et Sharp Objects de Gillian Flynn,. Le rôle de détective que prend Bell dans la série renvoie également au personnage de Veronica Mars qu'elle interprétait, et l'actrice interprète la comptine Rain Rain Go Away pour le générique du début,.

### Attribution des rôles
En février 2021, Tom Riley est annoncé dans l'un des rôles principaux. En mars, Mary Holland, Shelley Hennig, Christina Anthony, Samsara Yett, Cameron Britton ou encore Benjamin Levy Aguilar sont annoncés. En novembre, Michael Ealy est confirmé dans un rôle majeur.

### Tournage
Le tournage débute le 1er mars 2021, à Los Angeles.

### Fiche technique
Sauf indication contraire, les informations mentionnées dans cette section peuvent être confirmées par la base de données cinématographiques IMDb,  présente dans la section « Liens externes ».
- Titre original : The Woman in the House Across the Street from the Girl in the Window
- Titre français : La Femme qui habitait en face de la fille à la fenêtre
- Création : Hugh Davidson, Larry Dorf et Rachel Ramras
- Réalisation : Michael Lehmann
- Scénario : Hugh Davidson, Larry Dorf et Rachel Ramras
- Musique : Nami Melumad
- Direction artistique : Zak Faust
- Décors : Melanie Jones
- Costumes : n/a
- Photographie : n/a
- Montage : Jennifer Van Goethem, Tara Timpone et Stephanie Willis
- Casting : R.J. Castro et Wendy O'Brien
- Production : Danielle Weinstock
- Production déléguée : Kristen Bell, Jessica Elbaum, Will Ferrell et Brittney Segal
- Société de production : Gloria Sanchez Productions
- Société de distribution : Netflix
- Pays de production :  États-Unis
- Langue originale : anglais
- Format : couleur
- Genre : comédie noire, comédie policière, énigme
- Nombre de saisons : 1
- Nombre d'épisodes : 8
- Durée : 204 minutes (entre 22 et 29 minutes par épisode)
- Date de première diffusion : Monde : 28 janvier 2022 sur Netflix

## Épisodes
Les huit épisodes ne contiennent pas de titres.

## Accueil critique
Le site d'agrégation Rotten Tomatoes donne un taux d'approbation de 54% basé sur 57 critiques, avec une note moyenne de 5.9/10. Metacritic, qui utilise une moyenne pondérée, donne un score de 49/100 basé sur 21 critiques. Chitra Ramaswamy, pour le journal The Guardian, donne une note de 2 étoiles us r5, considérant la confusion dans l'intrigue comme "ridicule au mieux, gênant au pire" et résume la série comme "pas amusante, juste nulle".